# Rock in Rio
"Rock in Rio" er en serie rockfestivaler oprindeligt i Rio de Janeiro i Brasilien siden 1985. De spiller alt fra pop rock og new wave til hardcore punk og heavy metal. Der er også holdt festivaler under navnet i Lissabon i Portugal og i Madrid i Spanien. I 2014 bliver Buenos Aires i Argentina den fjerde værtsby for festivalerne.
Rock in Rio 5 er planlagt til afholdelse i september 2013, med deltagelse af bl.a. Muse, Bruce Springsteen, Metallica, Iron Maiden and Beyoncé